# Плазменные волны в графене
Как и в обычных полупроводниках, в графене электронно-дырочный газ можно рассматривать как плазму, и, соответственно, ставить вопрос о том, какие волны могут наблюдаться в твёрдом теле. Благодаря отличию закона дисперсии от параболического ожидается, что и свойства волн будут другими. Плазменные волны в ДЭГ в графене теоретически рассматривались в работе .

## Вывод
Кинетическое уравнение для электронов в графене в бесстолкновительном приближении запишется в виде
{\displaystyle {\frac {\partial f}{\partial t}}+\mathbf {v} _{p}{\frac {\partial f}{\partial \mathbf {r} }}+e{\frac {\partial \phi }{\partial \mathbf {r} }}{\frac {\partial f}{\partial \mathbf {p} }}=0.\qquad (4.1)}
Здесь функция распределения электронов {\displaystyle f=f(\mathbf {r} ,\mathbf {p} ,t)} зависит от координат, импульсов и времени. {\displaystyle \phi =\phi (\mathbf {r} ,t)} — потенциал создаваемый ДЭГ. Так как графен двумерная система, то вектор импульса имеет только две координаты
{\displaystyle \mathbf {p} =(p_{x},p_{y})}.  Также скорость электронов  задаётся формулой {\displaystyle \mathbf {v} _{\mathbf {p} }=v_{F}{\frac {\mathbf {p} }{p}}}, где {\displaystyle p=|\mathbf {p} |}.
Уравнение Пуассона, которое связывает концентрацию и распределение потенциала в графене, можно свести к уравнению
{\displaystyle {\frac {V_{g}-\phi }{W_{g}}}={\frac {4\pi e}{\varepsilon }}\Sigma ,\qquad (4.2)}
где {\displaystyle V_{g}} — приложенное напряжение на затворе, которым можно управлять концентрацией, {\displaystyle W_{g}} — толщина диэлектрика с диэлектрической проницаемостью {\displaystyle \varepsilon }, а 
концентрация электронов {\displaystyle \Sigma } задаётся по формуле
{\displaystyle \Sigma ={\frac {g_{s}g_{v}}{(2\pi \hbar )^{2}}}\int {d^{2}\mathbf {p} f},\qquad (4.3)}
которая аналогична выражению (3.3).
Совместное решение уравнений (4.1) и (4.2) в виде плоских даёт ответ на вопрос о плазменных волнах в графене.
Решение уравнения (4.1) ищется в виде 
{\displaystyle f(\mathbf {r} ,\mathbf {p} ,t)=f_{0}+\delta f(p)e^{i(kx-\omega t)},\qquad (4.4)}
где к равновесной функции распределения (распределение Ферми — Дирака) добавляется малая поправка в виде плоской волны ({\displaystyle |\delta f|\ll f_{0}}). Потенциал также является малым возмущением (по сравнению с {\displaystyle V_{g}})
{\displaystyle \phi (\mathbf {r} ,t)=\delta \phi e^{i(kx-\omega t)}.\qquad (4.5)}
При подстановки решений (4.4) и (4.5) в (4.1) и (4.2) приходим к уравнениям на {\displaystyle \delta f(p)} и {\displaystyle \delta \phi } с точностью до первого порядка малости
{\displaystyle \left(kv_{F}{\frac {p_{x}}{p}}-\omega \right)\delta f=-ek{\frac {\partial f_{0}}{\partial p_{x}}}\delta \phi ,\qquad (4.6)}
{\displaystyle \delta \phi =-{\frac {2eW_{g}}{\pi \varepsilon \hbar ^{2}}}\int {d^{2}\mathbf {p} f}.\qquad (4.7)}
Эти уравнения легко решаются если электронный газ вырожден, то есть {\displaystyle k_{B}T\ll E_{F}}. Для 
{\displaystyle \omega >v_{F}k} получим линейное дисперсионное соотношение для плазменных волн в графене
{\displaystyle \omega ={\frac {kv_{F}}{\sqrt {1-\left({\frac {\alpha }{\alpha +1}}\right)^{2}}}}=ks,\qquad (4.7)}
где 
{\displaystyle \alpha ={\sqrt {\frac {4g_{s}g_{v}e^{3}W_{g}V_{g}}{\varepsilon \hbar ^{2}v_{F}^{2}}}}.\qquad (4.8)}.
Фазовая и групповая скорости равны 
{\displaystyle s={\frac {v_{F}}{\sqrt {1-\left({\frac {\alpha }{\alpha +1}}\right)^{2}}}}.\qquad (4.9)}
Учёт конечных температур и, соответственно, термически возбуждённых дырок рассмотрен в работе
.